# Джадд Грегг
Джадд Алан Грегг (англ. Judd Alan Gregg; нар. 14 лютого 1947, Нашуа, Нью-Гемпшир) — американський політик з Республіканської партії. Сенатор США від штату Нью-Гемпшир з 1993 по 2011 роки, був членом Палати представників з 1981 по 1989 і губернатором Нью-Гемпширу з 1989 по 1993. Його батько, Г'ю Грегг, був губернатором з 1953 по 1955.
Грегг навчався у Phillips Exeter Academy. У 1969 році він отримав ступінь бакалавра в Колумбійському університеті, а потім навчався на юридичному факультеті Університету Бостона. З 1978 по 1980 рік входив до Виконавчої ради штату Нью-Гемпшир.
У 2009 висувався на посаду Міністра торгівлі США, однак пізніше відмовився від неї.